# Ise Masayoshi
Ise Masayoshi (japanisch 伊勢 正義; geboren 28. Februar 1907 in Kosaka (Präfektur Akita); gestorben 18. November 1985) war ein japanischer Maler im Yōga-Stil.

## Leben und Wirken
Ise Masayoshi studierte unter Fujishima Takeji Westliche Malerei an der „Tōkyō bijutsu gakkō“ (東京美術学校), einer der Vorläufereinrichtungen der heutigen Universität der Künste Tokio, und  machte 1931 dort seinen Abschluss.
Er konnte auf der „Teiten“ ausstellen, gründete dann 1936 zusammen mit Inokuma Gen’ichirō, Satō Kei, Koiso Ryōhei und anderen die Künstlergemeinschaft „Shin seisaku-ha kyōkai“ (新制作派協会), später vereinfacht zu „Shin seisaku kyōkai“ (新制作協会), in der er zur zentralen Figur wurde. Er beteiligte sich am Kunstwettbewerb der Olympischen Sommerspiele 1936 mit einem Bild zum Thema Fußball, gewann aber keine Auszeichnung.
In den späteren Jahren wurden Araber zum Thema seiner Werke. Er schuf auch zahlreiche Illustrationen zu Fortsetzungsgeschichten in Zeitschriften oder Zeitungen. Beispielhafte Werke sind „Barukon“ (バルコン) – „Der Balkon“, „Ryugubī“ (リュグビー) – „Rugby“ und „Kyabarē“ (キャバレー) – „Kabarett“.
Aus der Zeit des Pazifikkriegs wird ein Bild Ises mit dem Titel „Kyūryūjōmon chosuichi ni-go-go kōchi no funsen“ (九龍城門貯水池二五五高地の奮戦) „Erbitterter Kampf am Wasserreservoir  von Kowloon City auf 255 m Höhe“, 1944, im Nationalmuseum für moderne Kunst Tokio aufbewahrt.